# Ширшев, Сергей Викторович
Серге́й Ви́кторович Ширше́в (род. 28 мая 1960, Пермь) — российский иммунолог, доктор медицинских наук, профессор, заслуженный деятель науки РФ, заведующий лабораторией иммунорегуляции Института экологии и генетики микроорганизмов Пермского научного центра УрО РАН.
Председатель Пермского отделения Российского научного общества иммунологов, член президиума Российского научного общества иммунологов.
Разработчик нового метода оценки фагоцитоза нейтрофилов, создатель концепции гормонального контроля иммунной системы в период физиологически протекающей беременности. Эксперт РАН.

## Биография
В 1977 году окончил среднюю школу №109 г. Перми, в 1984 году с отличием — санитарно-гигиенический факультет Пермского медицинского института. Ученик профессора Н. Н. Кеворкова.
С 1984 по 1997 — преподаватель кафедр биологической химии, иммунологии и паталогической физиологии ПГМИ.
С 1993 года — старший сотрудник кафедры патологической физиологии Пермского медицинского института и старший научный сотрудник Института экологии и генетики микроорганизмов УрО РАН, с 1997 — заведующий лабораторией экологической генетики микроорганизмов (в 2007 году трансформированной в лабораторию иммунорегуляции) этого института.
С 1992 — доцент, с 1995 — профессор кафедры микробиологии и иммунологии Пермского университета. С 1999 года — зам. заведующего этой кафедры.
Доктор медицинских наук (1996), профессор (1998).
С 2007 года — заведующий лабораторией иммунорегуляции Института экологии и генетики микроорганизмов УрО РАН.
В 2008–2012 — профессор кафедры физиологии растений и микроорганизмов  Пермского университета.
Распоряжением президиума Российской академии наук от 27.07.2016 Ширшев С.В. утвержден экспертом РАН.

## Научная деятельность
С. В. Ширшев — специалист в области иммунологии и аллергологии.
В ПГНИУ является лидером научного направления «Иммунологические механизмы регуляции взаимодействий микро- и макроорганизмов».
Текущая научная деятельность: исследования эндокринной регуляции процессов дифференцировки и функционирования клеток иммунной системы, комплексное изучение молекулярных механизмов иммунорегуляторного действия белково-пептидных и стероидных гормонов репродукции и иммуномодуляторов, исследование процессов экстратимической дифференцировки Т-лимфоцитов в период физиологически протекающей беременности.
Созданная им научная школа иммунологов успешно работает в изучении молекулярных механизмов гормонального контроля иммунной системы при физиологически протекающей беременности. Среди его учеников – три лауреата научных конкурсов и держателей научных грантов.
В 2014 году награждён почётным званием "Заслуженный деятель науки Российской Федерации".
Под его руководством защищено 8 кандидатских и 4 докторских диссертации.
Установил факт реципрокного иммунорегулирующего действия гормонов гонадальной эндокринной функции, что позволило разработать концепцию гормонального контроля иммунной системы в период физиологически протекающей беременности.
Разработчик нового метода оценки фагоцитоза нейтрофилов (патент на изобретение РФ № 2292553 от 27.01.2007).
Автор более 470 научных печатных работ, включая 4 монографии и учебное пособие с грифом УМО, 186 статей в журналах, рекомендуемых ВАК, среди которых 22 аналитических научных обзора.

## Членство в научных и общественных организациях
- Действительный член New York Academy of Sciences (с 1997).
- Член Российского общества иммунологов.
- Член Учёного и докторского диссертационного советов Института экологии и генетики микроорганизмов УрО РАН.
- Председатель Пермского отделения Российского научного общества иммунологов.
- Действительный член Российской академии естественных наук.
- Член президиума Российского научного общества иммунологов (с 2000 года).
- Член методической комиссии биологического факультета Пермского университета.
- Член редакционного  совета журнала Вестник Пермского университета. Серия «Биология».

## Избранные научные работы
- Гормоны репродукции в регуляции процессов иммунитета. Екатеринбург: УИФ “Наука”, 1993.
- Механизмы иммунного контроля процессов репродукции. Екатеринбург: УрО РАН, 1999.
- Механизмы иммуноэндокринного контроля процессов репродукции. В 2 т. Екатеринбург: УрО РАН, 2002.
- Биосинтез и метаболическая инактивация основных гормонов и биологически активных соединений. Перм. ун-т, Пермь, 2005.
- Иммунология материнско-фетальных взаимодействий. Екатеринбург: УрО РАН, 2009.

Более полный список научных работ С. В. Ширшева см. здесь, здесь и здесь.

## Награды и звания
- Благодарность Российской академии наук (1999).
- Почётная грамота Российской академии наук (2001).
- Почётная медаль Российской академии естественных наук им. И.И. Мечникова «За практический вклад в укрепление здоровья нации» (2004).
- Медаль Пауля Эрлиха Европейской академии естественных наук «За особенные достижения в превентивной и социальной медицине» (2004).
- Благодарственное письмо председателя Правительства Пермского края (2007).
- Благодарственное письмо председателя Законодательного собрания Пермского края (2010).
- Медаль 3-й степени ордена Александра Невского (2010).
- Заслуженный деятель науки Российской Федерации (2014).